# Krzysztof Kazimierz Uniechowski
Krzysztof Kazimierz Uniechowski herbu Ostoja – instygator litewski w 1649 roku, sekretarz Jego Królewskiej Mości.
Poseł na sejm koronacyjny 1649 roku.